# Crypteroniaceae
Crypteroniaceae é uma família de plantas angiospérmicas (plantas com flor - divisão Magnoliophyta), pertencente à ordem Myrtales.
A família tem cerca de 10 espécies, classificadas em três géneros, endémicos da Índia e sudeste asiático.